# 1553

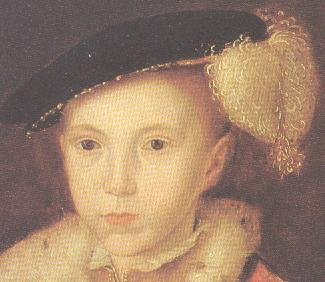
Edward VI

Het jaar 1553 is het 53e jaar in de 16e eeuw volgens de christelijke jaartelling.

## Gebeurtenissen
januari
- 1 - Keizer Karel V geeft het Beleg van Metz onverrichter zake op.
- 11 - Aggaeus van Albada wordt geïnstalleerd als raadsheer in het Hof van Friesland.

mei
- 10 - Vanuit Londen vertrekt een kleine vloot, die op zoek gaat naar de Noordoostelijke Doorvaart naar Rusland en China. Ze bestaat uit drie schepen: de Bona Esparanza met Hugh Willoughby, de Edward Bonaventure met Richard Chancellor en de Bona Confidentia. Ze verkennen Nova Zembla en twee van de drie schepen keren onverrichter zake terug.
- 25 - Guildford Dudley, zoon van de hertog van Northumberland en regent voor de minderjarige Edward VI, huwt met lady Jane Grey, aangewezen erfgenaam van de troon.

juli
- 10 -De Lord Protector, de hertog van Northumberland, probeert na het overlijden van de jonge koning Eduard VI zijn schoondochter Jane Grey op de troon te zetten, om te voorkomen dat de katholieke prinses Mary koningin wordt.
- 19 - Maria Tudor, de katholieke oudste dochter van Hendrik VIII, wordt koningin van Engeland.
- 30 - Een plakkaat geeft richtlijnen voor de wapenuitrusting van een haringbuis.
- juli - Emanuel Filibert van Savoye verovert voor keizer Karel V de Noordfranse plaats Hesdin. Karel laat de stadscitadel afbreken.

augustus
- 3 - De nieuwe koningin Maria I van Engeland en haar zuster Elizabeth rijden Londen binnen.
- 24 - Richard Chancellor legt aan in de monding van de Dwina.

zonder datum
- Michael Servet (eigenlijk Miguel Serveto), een Spaanse arts, beschrijft voor het eerst de longkringloop (kleine bloedsomloop).
- De Ferrara Bijbel wordt uitgegeven, een vertaling van de Tenach in het Ladino.

## Bouwkunst

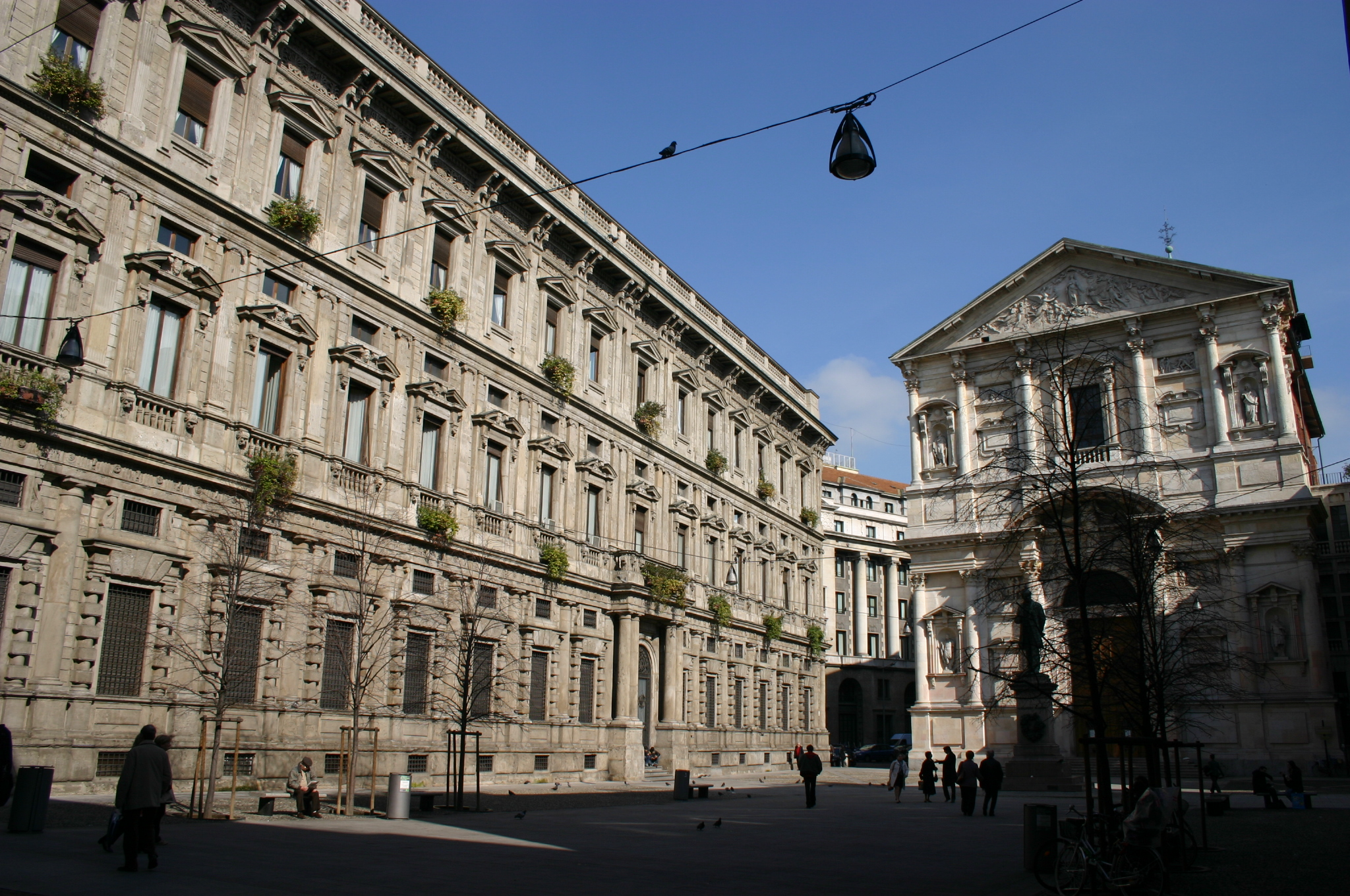
Piazza San Fedele Milaan (1553)

## Geboren
december
- 13 - Hendrik van Navarra, koning van Frankrijk (als Hendrik IV) en koning van Navarra (als Hendrik III)

datum onbekend
- Maria van Utrecht, echtgenote van Johan van Oldenbarnevelt (overleden 1629)[1]

## Overleden
juni
- 3 - Wolf Huber, Duits kunstschilder

juli
- 6 - Eduard VI (15), koning van Engeland van 1547 tot 1553

augustus
- 22 - John Dudley, Engels admiraal en politicus (onthoofd)

datum onbekend
- Michael Servet (eigenlijk Miguel Serveto) wordt te Genève terechtgesteld
- Cristóbal de Morales (53 ?), Spaans componist